# راي وايلي هابارد
راي وايلي هابارد (بالإنجليزية: Ray Wylie Hubbard)‏ هو كاتب أغاني ومغني وموسيقي أمريكي، ولد في 13 نوفمبر 1946 في سوبر في الولايات المتحدة.

## وصلات خارجية
- الموقع الرسمي
- راي وايلي هابارد على موقع IMDb (الإنجليزية)
- راي وايلي هابارد على موقع ميوزك برينز (الإنجليزية)
- راي وايلي هابارد على موقع أول ميوزيك (الإنجليزية)
- راي وايلي هابارد على موقع ديسكوغز (الإنجليزية)